# پپه کاله
پپه کاله (زادهٔ نوامبر ۱۹۵۱ – درگذشتهٔ ۲۹ نوامبر ۱۹۹۸) خواننده، نوازنده و رهبر گروه موسیقی اهل جمهوری دموکراتیک کنگو بود.

## زندگی‌نامه
پپه کاله با نام اصلی کابالیز یامپانیا (Kabasele Yampanya) در کینشاسا (در آن زمان لئوپولدویل) در کنگوی بلژیک به دنیا آمد؛ اما بعداً برای ادای احترام به مربی خود، نام مستعار گران کاله را برگزید.
او با صدایی که چند اکتاو گسترهٔ آوایی داشت، با حضوری پویا بر روی صحنه و با بیش از ۲۱۰ سانتیمتر قد و ۱۵۰ کیلوگرم وزن، بیش از سیصد آهنگ و بیست آلبوم موسیقی  در طول دو دهه فعالیت حرفه‌ای خود ضبط کرد. کاله با القابی مانند «فیل موسیقی آفریقا» و «بمب اتم» با اجراهای قوی خود تماشاگران را سرگرم می‌کرد. گیتاریست او نیز سولومون بود.
پپه کاله در ۲۸ نوامبر ۱۹۸۸ در خانه خود واقع در کینشاسا دچار حمله قلبی شد و سریعاً به کلینیک نگالیما در همان نزدیکی انتقال یافت. اندکی پس از نیمه شب یکشنبه ۲۹ نوامبر، خبر مرگ پپه کاله اهمه جا پیچید و علت مرگ او به‌طور رسمی سکته قلبی اعلام شد. جولیانا لومومبا، وزیر فرهنگ و هنر پس از مرگ وی اعلام کرد که دولت در ۶ دسامبر مراسم تشییع جنازه قهرمان متوفی را برگزار خواهد کرد. علاوه بر این، او درخواست کرد به افتخار او تمامی اجراهای موسیقی لغو شوند. به پیکر پپه کاله پس از مرگ، توسط مردم عادی و وزرای دولت ادای احترام شد. طبق رسم جسد او در چندین مکان در سراسر شهر که محل زندگی و کار او بود، قرار داده شد. گزارش شده‌است که بیش از یک میلیون نفر در مراسم تشییع جنازه او در کاخ دو پیپل و در طول مسیر تشییع جنازه شرکت کردند و به پیکر او ادای احترام کردند. پپه کاله در ۶ دسامبر در گورستان گومبه در یک تشییع جنازه باشکوه دولتی به خاک سپرده شد. او بخشی از پانتئون رو به رشد ستارگان موسیقی کنگو است که در جوانی از دنیا رفته‌اند. همسر او اخیراً در سال ۲۰۱۹ درگذشت اما حاصل ازدواج آنها پنج فرزند است. مردم او را نوازنده‌ای بسیار با استعداد و رهبر گروه می‌دانند و دیگران او را به عنوان یک وطن‌پرست توصیف کردند که حتی در زمان‌های سختی و بحران نیز کشور خود را دوست می‌داشت. «علی‌رغم شرایط بد در زائر/کنگو در سال‌های آخر موبوتو و تحت رژیم متزلزل لوران کابیلا، پپه کاله همچنان در کینشاسا زندگی می‌کرد و از پیوستن به سیل ستارگان موسیقی مهاجر به اروپا امتناع کرد. او تنها نوازنده‌ای بود که با کسی مشکلی نداشت و به همین دلیل توانست دو نسل موسیقایی را با هم آشتی دهد.» آشیل انگوا، روزنامه‌نگار کهنه‌کار کنگو، که از زمان آغاز به کار امپراتوری باکوبا را پوشش می‌داد، از کاله به عنوان هنرمندی مردمی یاد می‌کرد. «کاله ممکن بود وسط یک آهنگ روی صحنه باشد و با دیدن شخصی در میان تماشاگرانی که سال‌ها ندیده بود، ناگهان یک سلام و احوال‌پرسی با آن شخص را وارد آهنگ کند. او فردی خارق‌العاده با حافظه‌ای بسیار قوی همچون فیل بود.»